# Pandémie de Covid-19 à Anguilla
La pandémie de Covid-19 à Anguilla démarre officiellement le 26 mars 2020. À la date du 24 octobre 2022, le bilan est de 12 morts.

## Contexte
Le 12 janvier 2020, l'Organisation mondiale de la santé (OMS) a confirmé qu'un nouveau coronavirus était à l'origine d'une maladie respiratoire chez un groupe de personnes de la ville de Wuhan, province du Hubei, en Chine, qui a été signalée à l'OMS le 31 décembre 2019,.
Le taux de létalité pour Covid-19 a été inférieur à celui du SRAS de 2003, mais la transmission a été plus importante, avec un nombre total de décès plus élevé.
Anguilla est dans une position difficile. L'île compte 14 731 habitants. L’hôpital Princess Alexandra n'a actuellement aucune capacité de soins intensifs. Une extension de l'hôpital avait été planifiée mais la Fondation pour les soins de santé d'Anguilla continue de collecter des fonds pour le projet. Les tests de Covid-19 sont effectués soit par CARPHA.

## Chronologie
Les deux premiers cas de Covid-19 à Anguilla sont rapportés le 26 mars 2020.
Le 21 septembre 2021, Anguilla confirme son premier décès en raison de la Covid-19. Il s'agit d'un homme âgé. C'était la dernière île des Caraïbes à n'avoir aucun décès jusque-là.

## Statistiques

Nombre de cas à Anguilla depuis le début de l'épidémie.

Nombre de morts à Anguilla depuis le début de l'épidémie.